# Limnopithecus
 Limnopithecus  ist eine ausgestorbene Gattung der Primaten aus der Familie der Menschenaffen, die während des frühen Miozäns im Gebiet des heutigen Staates Kenia vorkam.

## Erstbeschreibung
Holotypus der Gattung und zugleich der Typusart Limnopithecus legetet ist das Fragment eines rechten Unterkiefers mit zwei erhaltenen, wenig abgeschliffenen Molaren M1 und M2 (Sammlungsnummer M 14079). Als Paratypus wurde 1933 in der Erstbeschreibung das Fragment eines linken Unterkiefers mit zwei erhaltenen Milchbackenzähnen und einem linken, seitlichen Schneidezahn des bleibenden Gebisses, der noch nicht aus dem Zahnfach hervorgetreten war, beigegeben (M 14080). Beide Fossilien hatte Arthur Tindell Hopwood 1931 als Oberflächenfund auf der Legetet-Farm aufgelesen, in unmittelbarer Nähe ferner Fossilien von Xenopithecus. An gleicher Stelle war einige Jahre zuvor der Holotypus von Proconsul entdeckt worden. Der Artname legetet verweist auf den Fundort der Fossilien im Gebiet eines so bezeichneten Hügellandes, wo die Knochen an einem Hang herauserodiert sind.
Zähne und Kiefer werden in der Erstbeschreibung als „Gibbon-artig“ beschrieben, jedoch als nicht den Siamangs nahestehend. Insbesondere der jugendliche Unterkiefer weise eine deutliche Nähe zu einem jugendlichen, weiblichen Weißhandgibbon auf. Abgegrenzt wurde die neu eingeführte Art insbesondere gegen Pliopithecus (Pliopithecus antiquus aus Europa) und Prohylobates tandyi (aus Libyen), wobei herausgestellt wurde, die Merkmale von Limnopithecus führten dazu, dass man sie zwischen diesen beiden Arten einordnen könne (the new species is intermediate).
Verwahrort der Funde ist das Natural History Museum in London.

## Weitere Funde
Der Säugetierforscher und Paläontologe Donald Gordon MacInnes beschrieb bereits 1943 Fossilien von den Fundorten Rusinga Island und Songhor in Kenia, die er teils Limnopithecus legetet zuordnete, teils der von ihm neu eingeführten Art Limnopithecus evansi. Limnopithecus legetet wurden vier Unterkiefer-Fragmente aus Songhor und Rusinga zugeordnet, als Holotypus von Limnopithecus evansi wurde das Fragment eines rechten Unterkiefers mit erhaltenen Zähnen (Prämolar Pm4 bis Molar M3) aus Songhor benannt. Der Artname evansi ehrt Sam Evans, auf dessen Farmgelände in Songhor der Holotypus entdeckt wurde; MacInnes hatte zwischen 1932 und 1942 an mehreren Expeditionen teilgenommen, die zumeist von Louis Leakey geleitet wurden.
Auch in den folgenden Jahren wurden an diversen Fundstätten weitere Fossilien von Limnopithecus geborgen, und es wurde ein Merkmal entdeckt, das die beiden Arten der Gattung eindeutig von anderen Arten des frühen Miozäns unterscheidet: die Gestalt des Schneidezahns i2.
1977 wurde erstmals die Gattung Dendropithecus und deren Typusart Dendropithecus macinnesi beschrieben. Als Holotypus wurde im Rahmen einer Umsortierung von Fossilien ein 1950 von Wilfrid Le Gros Clark und Louis Leakey als Limnopithecus macinnesi bezeichneter, teilweise erhaltener und bezahnter Unterkiefer (Sammlungsnummer BMNH M 16650) von Rusinga Island in Kenia ausgewählt und umbenannt.

## Belege
1. ↑  Arthur Tindell Hopwood: Miocene Primates from Kenya. In: Zoological Journal of the Linnean Society. Band 38, Nr. 260, 1933, S. 437–464, doi:10.1111/j.1096-3642.1933.tb00992.x.
2. ↑  Donald Gordon MacInnes: Notes on the East African Miocene Primates. In: Journal of the East Africa and Uganda Natural History Society. Band 17, Nr. 3–4, 1943, S. 141–181, Volltext.
3. ↑  Susanne Cote et al.: A detailed assessment of the maxillary morphology of Limnopithecus evansi with implications for the taxonomy of the genus. In: Journal of Human Evolution. Band 94, 2016, S. 83–91, doi:10.1016/j.jhevol.2016.01.004.
4. ↑  Peter Andrews und Elwyn L. Simons: A New African Miocene Gibbon-Like Genus, Dendropithecus (Hominoidea, Primates) with Distinctive Postcranial Adaptations: Its Significance to Origin of Hylobatidae. In: Folia Primatologica. Band 28, Nr. 3, 1977, S. 161–169, doi:10.1159/000155807.
5. ↑  Wilfrid Le Gros Clark und Louis Leakey: Diagnosis of East African Miocene Hominoidea. In: The Quarterly Journal of the Geological Society of London. Band 105, 1950, S. 260–264, doi:10.1144/GSL.JGS.1949.105.01-04.10.